# 吉塔·维亚万
吉塔·伊拉万·维亚万（1965年9月21日—）是印度尼西亚商人、政治人物，曾任印尼商务部长（2011年10月9日-2014年1月31日）。

## 生平
吉塔·伊拉万·维亚万生于印尼首都雅加达，父亲佐约苏吉托·维亚万，母亲宝拉·维亚万。他毕业于哈佛大学的约翰·F·肯尼迪政府学院。在成为部长前，他曾担任印尼摩根大通投资银行副行长、行长，印尼投资统筹机构主席，还创办了一家私人股本基金。2011年苏西洛总统改组内阁，维亚万被任命为新一任商务部长，代替原部长冯慧兰。

## 私人生活
维亚万是一位音乐发烧友和单差点高尔夫爱好者，他在商务部长任上支持高尔夫运动产业的发展，他希望提高国内青少年的高尔夫水平，今后能够代表印尼参加国际比赛。